# 奧馬里·福森
奧馬里·福森（英語：Omari Forson，2004年7月20日—）是英格蘭職業足球運動員，現效力英超球隊曼聯。

## 榮譽
曼聯U18
- 英格蘭足總青年盃冠軍 : 2021–22[5]